# Stockholms namnberedning
Stockholms namnberedning (formellt Stadsbyggnadsnämndens namnberedning och ofta förkortat till NB) är Stockholms stads beredande organ för namngivning. Namnberedningen utarbetar och föreslår på stadsbyggnadsnämndens uppdrag nya eller förändrade namn på gator, allmänna platser, kvarter, stadsdelar, större kommunala byggnadsverk och tunnelbanestationer. De föreslagna namnen fastställs i regel av kommunfullmäktige efter stadsbyggnadsnämndens godkännande. 
Namnberedningen är ett expertorgan där ledamöterna representerar olika kunskapsområden och erfarenheter. Namnberedningen instiftades 1920 och lyder under stadens namn- och adressnummerstadga som senast antogs av kommunfullmäktige 1994. Författaren Per Anders Fogelström var under många år namnberedningens ordförande.

## Ledamöter

### Nuvarande ledamöter
Beredningens ledamöter är (2018):
- Staffan Nyström, professor i nordiska språk, ordförande
- Carina Johansson, sekreterare
- Ivan Fredriksson
- Dagmar Thullberg
- Magnus Källström
- Pontus Dahlstrand
- Maria Bylin
- Frida Starck Lindfors
- Anders Johnson (L)
- Maria Hannäs (V)

### Tidigare ledamöter (urval)
- Per Anders Fogelström (1961–1988, ordförande 1983–1988)
- Lena Moberg
- Henrik Nerlund
- Harald Norbelie
- Ulla Richter
- Nils-Gustaf Stahre
- Fredrik Ström (ordförande 1927–1930)